# Psalmopoeus plantaris
Psalmopoeus plantaris är en spindelart som beskrevs av Pocock 1903. Psalmopoeus plantaris ingår i släktet Psalmopoeus och familjen fågelspindlar.
Artens utbredningsområde är Colombia. Inga underarter finns listade i Catalogue of Life.